# Takht-I-Sangin

Carte de la Bactriane.

Le site archéologique de Takht-I-Sangin est localisé près de la confluence du Vakhch et du Piandj, branches-mères de l'Amou-Daria, à la frontière entre l'Afghanistan et le Tadjikistan.
Le site du temple de Takht-i Sangin est considéré par certains spécialistes comme la source du Trésor de l'Oxus partagé entre le Victoria and Albert Museum et le British Museum. Elément de la Transoxiane et construit au IIIe siècle av. J.-C., le site consiste en une citadelle fortifiée contenant les vestiges du Temple de l'Oxus.
Le site a été proposé en 1999 pour une inscription au patrimoine mondial et figure sur la « liste indicative » de l’UNESCO dans la catégorie patrimoine culturel.